# Амазонские погоныши
Амазонские погоныши (лат. Laterallus) — род птиц из семейства пастушковых. Эти маленькие, относительно короткоклювые нелетающие птицы встречаются среди густой растительности вблизи воды в Неотропике, хотя один вид, Laterallus jamaicensis, также встречается в США.

## Классификация
Род был выделен английским зоологом Джорджем Робертом Греем в 1855 году с назначением Laterallus melanophaius в качестве типового вида. Авторы молекулярно-генетического исследования, опубликованного в 2019 году, предложили отнести к этому роду Laterallus flaviventer, Laterallus spiloptera и Laterallus rogersi.
Международный союз орнитологов в состав рода включает 13 видов:
- Laterallus flaviventer — Желтогрудый погоныш
- Laterallus jamaicensis — Американский чёрный погоныш
- Laterallus spilonota — Галапагосский пастушок
- Laterallus spiloptera — Пятнистый погоныш
- Laterallus rogersi — Тристанский пастушок
- Laterallus ruber — Рубиновый погоныш
- Laterallus melanophaius — Красношейный погоныш
- Laterallus levraudi — Ржавобокий погоныш
- Laterallus xenopterus — Краснолицый пастушок
- Laterallus leucopyrrhus — Красно-белый погоныш
- Laterallus exilis — Амазонский погоныш
- Laterallus albigularis
- Laterallus fasciatus — Чернополосый погоныш